# Ольская (лагуна)
О́льская — лагуна на севере Охотского моря в Тауйской губе. Отделена от губы косами Уйра и Уратамлян, а также полуостровом Атарган.

## Гидроним
Названа по реке Ола, впадающей недалеко в Тауйскую губу. Ранее река была известна как Кола, что по-эвенски означает «ковш», о чём напоминает её изгиб у одноимённого посёлка.

## География
Высота над уровнем моря 0—4 метра. Мелководный морской залив при устье лососёвой реки, обсыхающий при отливах и привлекающий значительное количество околоводных птиц в периоды сезонных миграций. Важнейший остановочный пункт на восточно-палеарктической миграционной трассе, поддерживающий свыше 20 000 особей водоплавающих птиц и куликов, главным образом гусеобразных и ржанкообразных. Участок временного пребывания нескольких видов, находящихся под угрозой глобального уничтожения, участок нагула лососёвых рыб.
Лагуна является одним из мест с очень высокой биологической продуктивностью. В ходе многолетних исследований здесь зарегистрировано 86 видов околоводных птиц, большинство которых встречается исключительно во время сезонных миграций.
Лагуна расположена близ устья реки Ола. Посёлок Ола выходит на берег Ольской лагуны своими задворками, имеется пристань. На полуострове Атарган находится заброшенный одноимённый посёлок. Внутри лагуны расположено два песчано-галечных острова — Сикулун и Сиянал. На острове Сикулун расположен маяк.
Окрестности лагуны сформированы континентальными отложениями неогенового и четвертичного периодов. Берега и ложе лагуны заполнены морскими конгломератами и галечниками, береговые осушки по большей части заилены. Лагуна имеет очертания трапеции, развёрнутой к морю широким основанием. Его протяжённость — около 8 километров, северный берег лагуны удалён от моря на 5 километров.
Приливно-отливные колебания имеют приблизительно полусуточную цикличность (12,7 часа). В отлив значительная часть лагуны обсыхает. Амплитуда отливов варьирует от 0,3 до 2,8 метра. Сток рек, впадающих в лагуну с восточной стороны (Адыкчан, Атарган и другие), и реки Ола, примыкающей с запада, не влияют существенно на режим солёности вод. Ольская — малоопресняемый морской залив с морской бентосной фауной. В середине лета вода в лагуне нагревается до +13—15 °C.